# Antillia

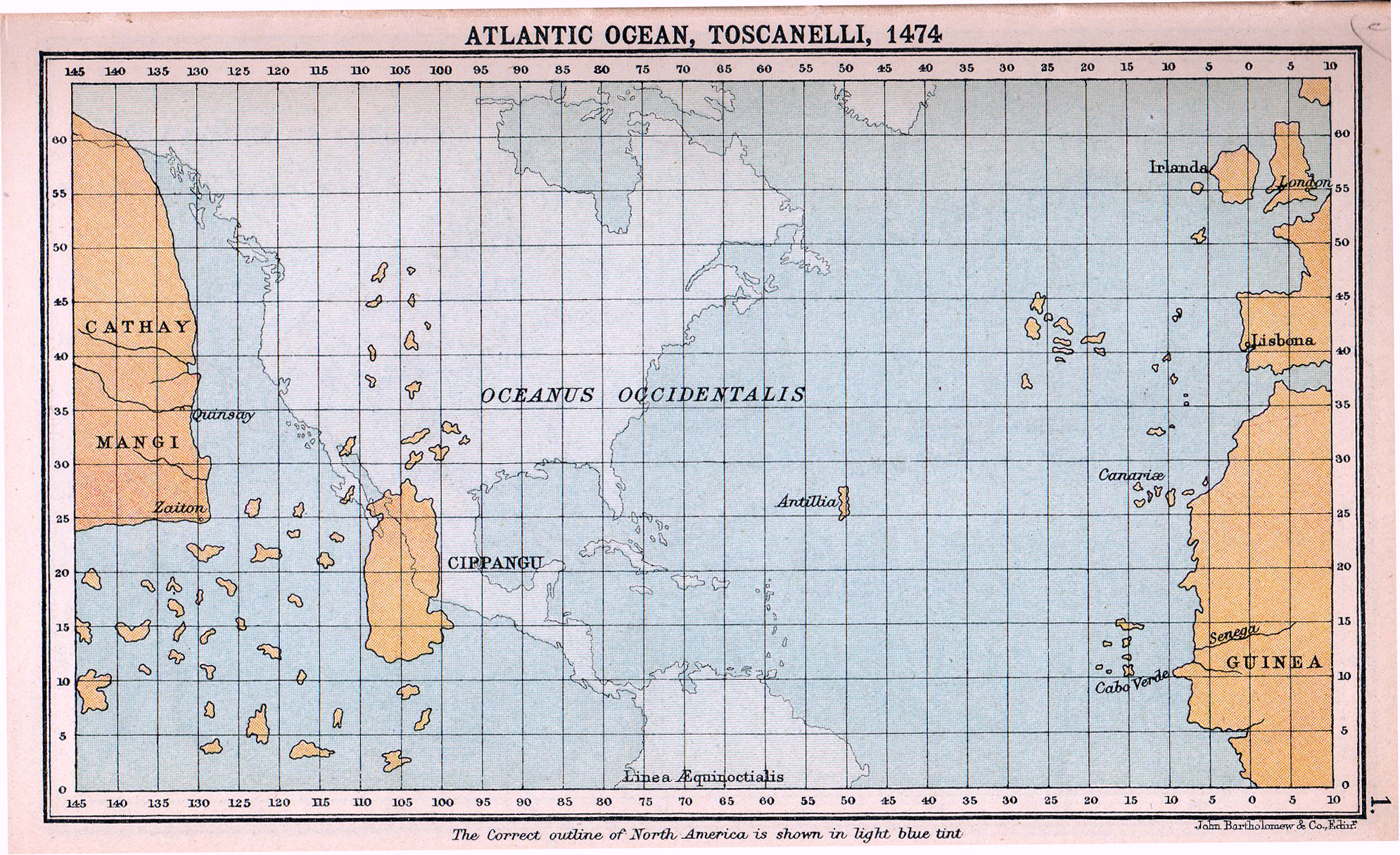
Toscanelliho mapa Atlantiku

Antillia nebo také Ostrov sedmi měst (portugalsky Ilha das Sete Cidades) byl přízračný ostrov zmiňovaný ve středověkých portugalských legendách. Ležel podle nich daleko na západě v Atlantském oceánu. Název pochází pravděpodobně z portugalského výrazu ante ilha (protilehlý ostrov), jiné výklady ho odvozují od Platónovy Atlantidy nebo z arabského džazíra al-tanín (ostrov draků).
Pověst praví, že roku 714, kdy Maurové dobyli Vizigótské království, odplulo sedm biskupů z Porta se svými stoupenci na západ, kde nalezli velký úrodný ostrov a každý z nich na něm založil vlastní město. Sedm měst se jmenovalo Aira, Anhuib, Ansalli, Ansesseli, Ansodi, Ansolli a Con. Podle vyprávění žila tato země v míru a oplývala zlatem a dalším bohatstvím, křesťané na Pyrenejském poloostrově věřili, že se obyvatelé Antillie jednou vrátí do staré vlasti a vyženou Araby (podobné legendy o vyhnání muslimů se objevovaly v případě království kněze Jana).
Tato legenda nebyla ojedinělá: Plinius starší a další antičtí autoři umisťovali do středního Atlantiku bájné Ostrovy blažených, o velkých ostrovech na západě se zmiňuje i arabský kronikář Al-Idrísí, keltská mytologie věřila v existenci zemí Hy-Brasil a Mayda, objev pevniny v těchto místech přisuzovala legenda také svatému Brendanovi.
V 15. století se Antillia začala objevovat na portolánových mapách, jejichž autory byli Zuane Pizzigano nebo Albino de Canepa; měla na nich podobu velkého obdélníku protáhlého ze severu na jih. V jejím sousedství byly někdy zakresleny další menší ostrovy jako Roillo nebo Satanazes. Také Behaimův glóbus zobrazuje Antillii jako skutečně existující pevninu, byť jí už přisuzuje podstatně menší rozlohu. Johannes Ruysch ji na své mapě z roku 1507 lokalizoval mezi 37. a 40. stupněm severní šířky. Paolo dal Pozzo Toscanelli doporučoval tento ostrov Kryštofu Kolumbovi jako zásobovací zastávku při plavbě západní cestou do Asie. Důvod, proč se o mytické zemi začalo mluvit jako o reálné, spatřují historikové buď v záměně s Azorskými ostrovy (na ostrově São Miguel se nachází Jezero sedmi měst) nebo v tom, že Portugalci, například João Vaz Corte-Real, mohli doplout do Ameriky již před Kolumbem.
Otevření námořní cesty do Ameriky v 16. století vyvrátilo možnost existence velkých ostrovů v Atlantiku. Conquistadoři přesunuli hledání sedmi zlatých měst na americkou pevninu, zejména do oblasti Cibola ležící v Novém Mexiku. Petrus Martyr Anglerius použil ve svém popisu Nového světa výraz Antillia pro ostrovy u východního pobřeží Ameriky, což se později ujalo v názvu souostroví Antily.